# Leopold von Kolowrat-Krakowsky

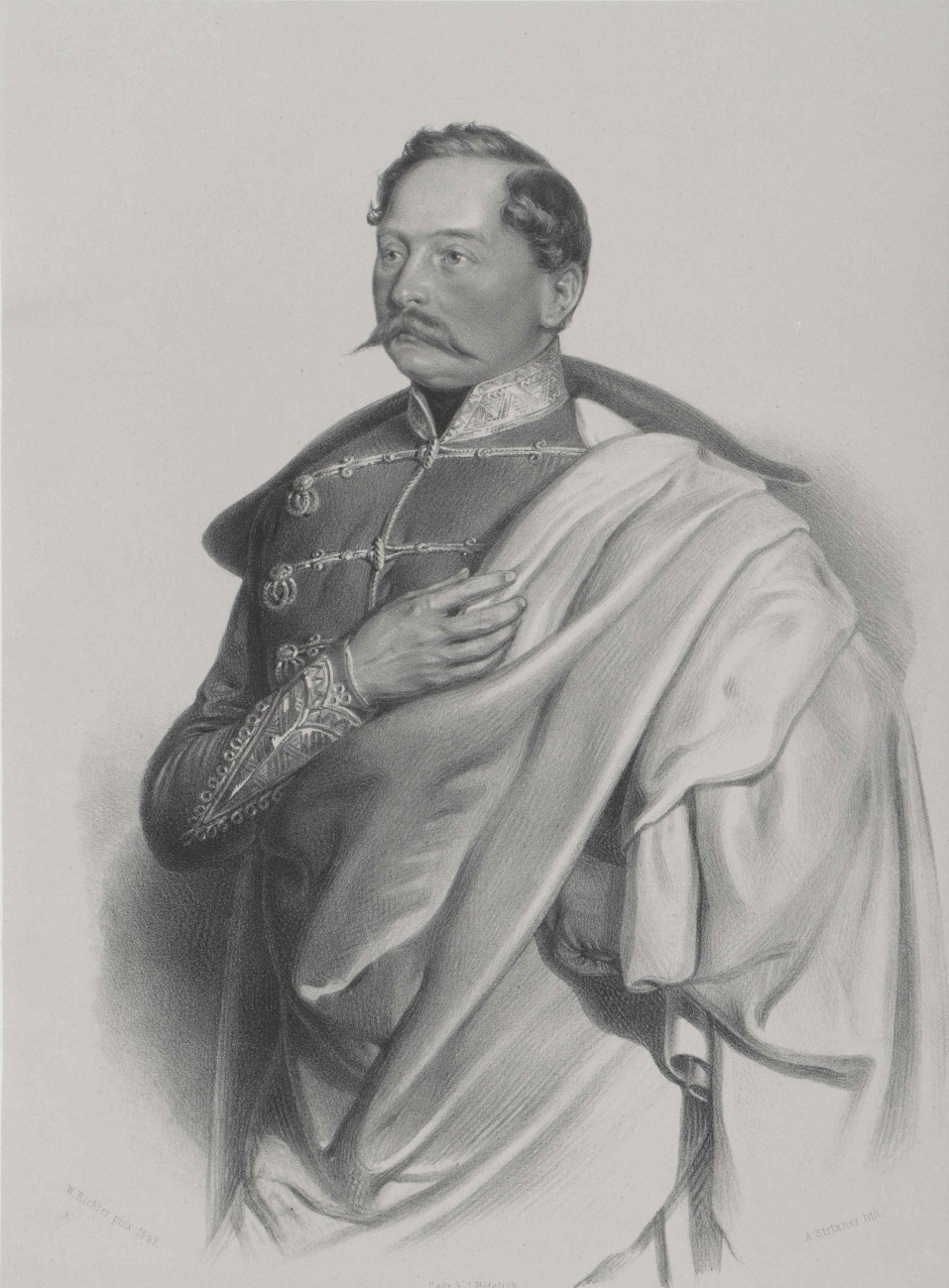
Leopold von Kolowrat-Krakowsky

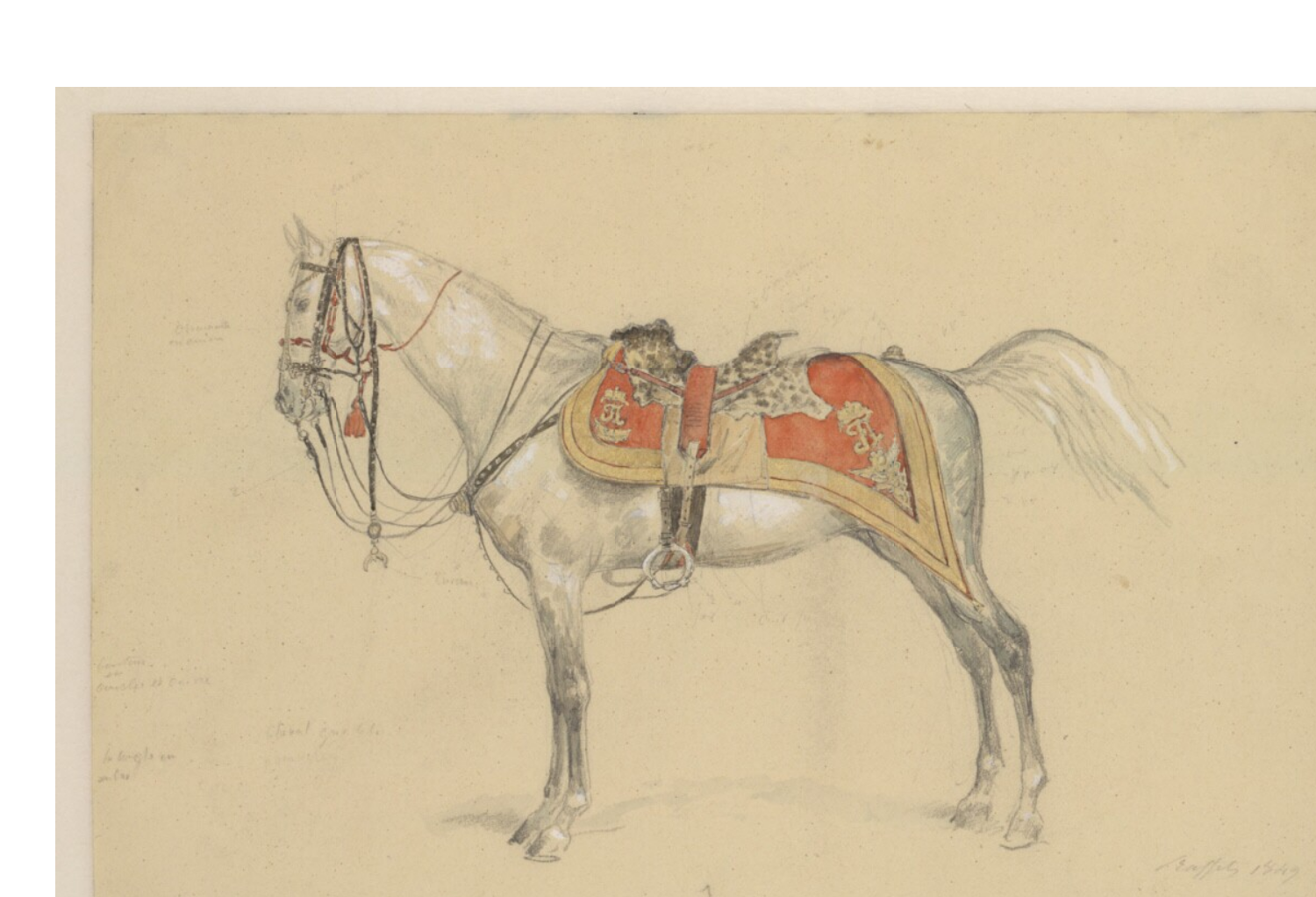
Der Schimmel von General Leopold Graf Kolowrat-Krakowský, Zeichnung von Auguste Raffet, 1849

Leopold Graf von Kolowrat-Krakowsky (vollständiger Name: Leopold Maria Meinrad Adam Camillo Johann Nepomuk Raimund) (* 11. Dezember 1804 in Wien; † 21. März 1863 ebenda) war ein österreichischer Generalmajor, Feldmarschallleutnant und Gouverneur.

## Leben
Er war der älteste Sohn des Franz Xaver Graf von Kolowrat-Krakowsky (1783–1855) und dessen Ehefrau Julie geb. Gräfin Wildenstein (1786–1849). Am 1. August 1823 trat er als Kadett in das vierte Kürassier-Regiment ein. Am 1. April 1829 wurde er zum Oberstleutnant befördert und am 1. Januar 1830 zum zweiten Rittmeister bei Hardegg-Kürassiere Nr. 7. Am 16. August 1834 avancierte er zum Regimentskommandant und am 11. Februar 1844 zum Oberst im Husaren-Regiment Erzherzog Ferdinand d’Este Nr. 3. Seit dem 19. Oktober 1848 zum Generalmajor aufgestiegen, befehligte er eine Brigade in der Division des Erzherzogs Albrecht, welche beim 2. Armeecorps in Italien eingeteilt war. 1849 erhielt er für geleistete Kriegsverdienste bei Mortara und Novara des Ritterkreuz des Maria Theresien-Ordens. Später kommandierte er in Florenz eine Brigade im 6. Armeecorps. Wegen seiner ohne die Zustimmung des Kaisers erfolgten Heirat mit einer polnischen Ballerina wurde er seiner Ämter enthoben. 1862 schied er aus der Armee aus und starb verarmt in einem Wiener Spital.

## Auszeichnungen
- Maria-Theresia-Orden, Ritterkreuz
- Leopold-Orden, Kommandeur
- St. Georgs-Orden, 2. Klasse

## Familie
Leopold von Kolowrat-Krakowsky heiratete am 11. Juni 1850 die polnisch-russische Adlige Natalie Blaszezynski (1828–1861). Aus der Ehe gingen folgende Kinder hervor: 
1. Leopold Philipp (1852–1910), heiratete Nadine Freiin von Huppmann-Valbella
2. Franziska Xaveria (1853–1900), heiratete René Desson de Saint-Aignan
3. Hugo Franz Xaver (1855–1860)

### Vorfahren
| Leopold von Kolowrat-Krakowsky | Franz Xaver von Kolowrat-Krakowsky | Leopold Wilhelm von Kolowrat-Krakowsky | Philipp von Kolowrat-Krakowsky         |
| Leopold von Kolowrat-Krakowsky | Franz Xaver von Kolowrat-Krakowsky | Leopold Wilhelm von Kolowrat-Krakowsky | Maria Barbara von Michna               |
| Leopold von Kolowrat-Krakowsky | Franz Xaver von Kolowrat-Krakowsky | Maria Theresia von Khevenhüller-Metsch | Johann Joseph von Khevenhüller-Metsch  |
| Leopold von Kolowrat-Krakowsky | Franz Xaver von Kolowrat-Krakowsky | Maria Theresia von Khevenhüller-Metsch | Karolina Maria Augustina von Metsch    |
| Leopold von Kolowrat-Krakowsky | Julie von Wildenstein              | Max Joseph Gottlieb von Wildenstein    | Johann Max Probus von Wildenstein      |
| Leopold von Kolowrat-Krakowsky | Julie von Wildenstein              | Max Joseph Gottlieb von Wildenstein    | Maria Barbara von Trauttmannsdorff     |
| Leopold von Kolowrat-Krakowsky | Julie von Wildenstein              | Barbara von Trauttmansdorff            | Ferdinand Siegmund von Trauttmansdorff |
| Leopold von Kolowrat-Krakowsky | Julie von Wildenstein              | Barbara von Trauttmansdorff            | Charlotte Maria Anna von Attems        |